# Chongryon
L'Association générale des Coréens résidant au Japon (en hangeul coréen : 재일본조선인총련합회, Jae ilbon joseonin chongryeonhaphoe, abrégée en Chongryon ; en japonais : 在日本朝鮮人総連合会, Zai nihon chōsenjin sōrengōkai) regroupe 35 % des quelques 613 791 Coréens résidant au Japon. La Chongryon, actuellement présidée par Ho Jong-man, est le principal relais d'influence de la Corée du Nord au sein de la diaspora coréenne au Japon.

## Histoire

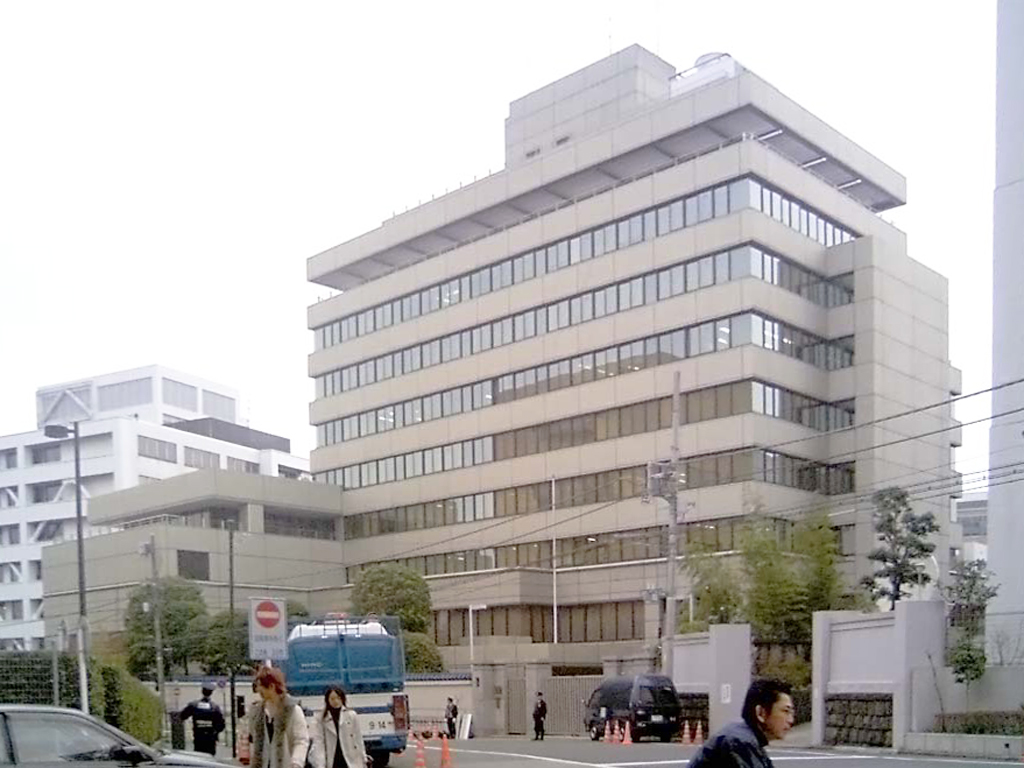
Siège de l'association à Tokyo.

L'immigration coréenne au Japon est issue de trois flux migratoires :
- les migrants venus du temps de l'occupation de la Corée par le Japon (1910-1945) ;
- les travailleurs forcés amenés durant la Seconde Guerre mondiale ;
- les réfugiés de guerre venus à la Libération, en particulier les insulaires de Jeju fuyant la répression anticommuniste.

Un rapport gouvernemental rapporte que 93 % des Zainichi (les Coréens du Japon) présents à cette date venaient de la partie méridionale de la péninsule.
Jusqu'en 1945, les Coréens avaient la nationalité japonaise en tant que sujets de l'empire. À la fin de la Seconde Guerre mondiale, leur statut devint ambigu puisqu'il n'existait pas de véritable État dans la péninsule coréenne. On les enregistra donc provisoirement en tant que ressortissants de Joseon (Chōsen en japonais, 朝鮮, 조선), l'ancien nom de la Corée dans son ensemble.
La déclaration d'indépendance de la Corée du Sud et de la Corée du Nord rendit l'ancienne nationalité Joseon obsolète et il fut permis aux Coréens du Japon de choisir la nationalité sud-coréenne mais pas la nationalité nord-coréenne, car le Japon ne reconnaissait que la Corée du Sud en tant que seul gouvernement légitime pour l'ensemble de la Corée, ce qui conduisit les Zainichi procommunistes à garder la nationalité Joseon.
Les Coréens du Japon établirent une association des Coréens du Japon et d'inspiration communiste en 1945. Elle fut interdite en 1949 à la demande des forces d'occupation alliées.
En 1952, Kim Il-sung le leader nord-coréen appela les zainichi  d'obédience communiste à collaborer avec la Corée du Nord non pas pour exporter la Révolution au Japon  mais pour œuvrer à la réunification coréenne.
Par la suite, la Chongryon fut fondée le 25 mai 1955 par Han Deok Su un syndicaliste d'extrême gauche résidant au Japon.
L'association a constitué au fil du temps une véritable société parallèle au Japon dotée de son propre réseau éducatif et financier et maintenant des liens étroits avec Pyongyang dont elle fait de facto office d'ambassade en l'absence de relations officielles entre les deux pays. Cette situation particulière s'est mise en place avec l'accord tacite du pouvoir japonais qui n'a, jusqu’à une date récente, jamais fait part d'une volonté d'intégration des Coréens du Japon.
Après l'essai nucléaire nord-coréen du 9 octobre 2006, le gouvernement japonais a pris des mesures restreignant les activités de la Chongryon et procédé à des arrestations de plusieurs de ses membres. En mars 2007, la Chongryon a annoncé qu'elle allait saisir le Conseil des droits de l'homme des Nations unies pour protester contre ces mesures de répression qu'elle juge fondées sur une discrimination raciale.

## Activité économique
Très puissante, la Chongryon dirige dix-huit associations professionnelles et éducatives (jeunes, femmes, industriels, commerçants, enseignants, intellectuels, croyants…), trente-huit entreprises commerciales (dont la compagnie d'assurances Kumgang et plus de trente pour cent des jeux de billard vertical, ou pachinko, du Japon, sans compter de nombreux restaurants de grillades coréens ou yakiniku) et une banque centrale (la Choshin, laquelle compte 188 succursales réparties sur l'ensemble de l'archipel nippon). Celle-ci est née de l'interdiction faite aux Coréens, à la Libération, d'emprunter de l'argent aux banques japonaises.

## Relation avec la Corée du Nord
Les membres de la Chongryon apportent un important soutien politique et financier à la république populaire démocratique de Corée ; il existe d'ailleurs des liens organiques entre les deux entités, six sièges du parlement nord-coréen étant réservés aux dirigeants de la Chongryon.
Les flux financiers des membres de la Chongryon à la république populaire démocratique de Corée auraient culminé lors de l'euphorie financière des années 1980 au Japon, jusqu’à atteindre deux milliards d'euros par an selon certaines sources occidentales en fait invérifiables et, selon d'autres auteurs, fortement surestimées.
« La cotisation mensuelle obligatoire des membres est comprise entre deux mille et quatre mille yens, ce qui ne représente pas grand chose par rapport aux dons individuels, très fermement encouragés par des méthodes aux marges du racket mafieux ».
Au demeurant, cette aide peut également s'interpréter comme la reconnaissance par les Coréens du Japon de l'important soutien matériel que leur apporte et leur a apporté la Corée du Nord, surtout dans les années d'après-guerre.
Dans les années 1950, la Chongryon a conduit une campagne pour inciter les Zainichi à émigrer en Corée du Nord, ce qui fut vivement dénoncé par la Mindan qui organisa des grèves de la faim et des blocages de trains. Près de 87 000 Coréens du Japon et leurs 6 000 épouses japonaises émigrèrent en Corée du Nord. Certains d'entre eux signèrent des pétitions pour retourner au Japon et 10 000 émigrés furent emprisonnés selon un chercheur japonais,.
Le navire Mangyeongbong-92 établissait une relation maritime deux fois par mois entre le Japon et la Corée du Nord, permettant ainsi d'importants échanges de biens et de personnes entre les deux pays, et ceci jusqu’à l'Essai nucléaire nord-coréen du 9 octobre 2006. Depuis lors toutes les liaisons maritimes ont été coupées par le Japon en rétorsion.

## Relations avec le Parti communiste japonais
L'orientation eurocommuniste du Parti communiste japonais a entraîné des relations difficiles avec la Chongryon qui a maintenu des orientations plus orthodoxes ; ces relations sont aujourd'hui en voie d'amélioration. À l'occasion du 20e congrès de la Chongryon, ouvert le 28 mai 2004, le premier ministre japonais Jun'ichirō Koizumi a adressé un message de félicitations à l'association.
Des représentants du Parti communiste japonais ont adressé un message de félicitations à la Chongryon lors des cérémonies commémorant le cinquantième anniversaire de l'association, organisées à Tokyo en mai 2005.

## Relations avec la Mindan
La Mindan est l'alter ego sud-coréenne de la Chongryon, elle regroupe les Sud-Coréens du Japon (soit 65 % de la diaspora coréenne au Japon). La représentativité relative des deux organisations ne reflète pas la part des Coréens du Japon originaires du Nord et du Sud de la péninsule : le discours plus patriotique de la Chongryon a permis que des Coréens originaires du Sud de la péninsule s'y affilient, à l'instar de la majorité des Coréens du Japon originaires du Nord de la Péninsule.
Alors que les deux organisations ont entretenu des relations longtemps conflictuelles du fait de l'affrontement militaire et idéologique de leurs pays respectifs, elles ont signé, le 17 mai 2006, une déclaration commune qui s'inscrit dans le prolongement du rapprochement Nord-Sud opéré depuis juin 2000. À l'occasion de cette rencontre qui s'est tenue au siège de la Chongryon, les représentants des deux organisations ont signé un communiqué commun de 6 points. Ils se sont désormais engagés sur la voie de la coopération pacifique et à conjuguer leurs efforts pour unir la communauté coréenne au Japon.

## Rôle éducatif

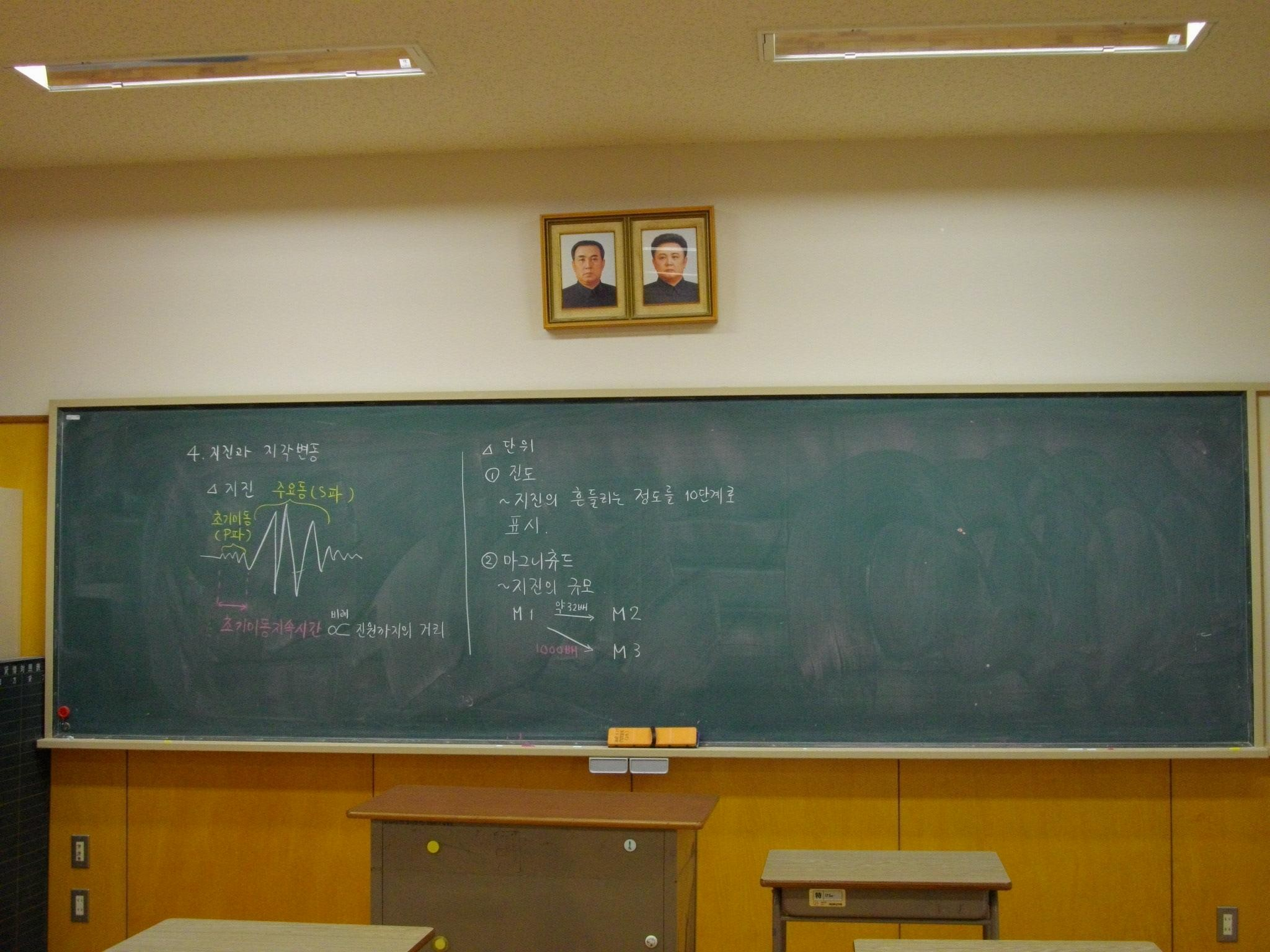
Une classe de sciences à l'école coréenne à Tokyo.

La Chongryon a mis en place un système éducatif complet en coréen pour ses membres, basé sur les mêmes méthodes d'enseignement qu'en Corée du Nord : de l'école primaire à l'université, les élèves sont donc immergés dans une pédagogie reprenant l'idéologie nord-coréenne. En primaire, les écoliers étudient « l'enfance du Grand leader Kim Il-sung », les collégiens quant à eux travaillent sur « les activités du grand leader Kim Il-sung » et dès 16 ans, les adolescents font des séances d'autocritique.
Le japonais, enseigné avec des manuels japonais avant 1973, l'est désormais à partir d'éditions venues de Pyongyang, ce qui permet aux élèves de prendre connaissance de la dialectique nord-coréenne en japonais, dont rendent compte des formules telles que seungyangi mije (« loups impérialistes américains »).
Par ailleurs, la Chongryon gère des associations professionnelles dans le domaine de l'éducation, notamment une ligue des professeurs et une ligue des jeunes pionniers.

## Diffusion des idées du Juche
L'association nord-coréenne édite un quotidien, le Choson Shinbo et ce en 5 langues, reproduisant les articles du Rodong Sinmun de Pyongyang. Elle possède également un trihebdomadaire en japonais, le Chosen Jiho et une trentaine de périodiques. Elle publie aussi de nombreux ouvrages de Kim Jong-il et de son père Kim Il-sung afin de diffuser les idées du Juche

« Partout au Japon,

Nous avons notre Chongryon,

Sous la bannière étoilée du Juche,

Nous avons nos écoles, avec de grands et beaux bâtiments,

Sur chaque toit flotte le drapeau de la République populaire démocratique de Corée,

Dans chaque classe,

Est accroché le portrait du Grand Leader notre père,

Pour devenir les ouvriers de notre patrie socialiste,

Nous apprenons notre langue le coréen !

Nous avons décidé au fond de notre cœur 

Avec fermeté et engagement,

Génération après génération,

De Coréens d'outre-mer,

De rester loyaux à notre père,

Le Grand Leader Kim Il Sung

Respecté et aimé,

Ainsi qu'à notre Cher Leader Kim Jong Il. »

Elle possède par ailleurs un site internet : People's Korea.